# Bard-le-Régulier
Bard-le-Régulier ist eine französische Gemeinde mit 75 Einwohnern (Stand: 1. Januar 2022) im Département Côte-d’Or in der Region Bourgogne-Franche-Comté. Sie gehört zum Arrondissement Beaune und zum Kanton Arnay-le-Duc.
Nachbargemeinden sind Brazey-en-Morvan im Nordwesten, Vianges im Norden, Marcheseuil im Osten, Manlay im Südosten, Savilly im Süden und Villiers-en-Morvan im Westen. Das Gemeindegebiet wird vom Flüsschen Trévoux durchquert, das hier auch entspringt.

## Bevölkerungsentwicklung
| Jahr                       | 1962 | 1968 | 1975 | 1982 | 1990 | 1999 | 2008 | 2015 |
| -------------------------- | ---- | ---- | ---- | ---- | ---- | ---- | ---- | ---- |
| Einwohner                  | 140  | 142  | 120  | 105  | 90   | 75   | 67   | 72   |
| Quellen: Cassini und INSEE |      |      |      |      |      |      |      |      |

## Sehenswürdigkeiten
- Romanische Kirche Saint-Jean-l’Evangeliste, seit 1907 ein Monument historique

## Weblinks

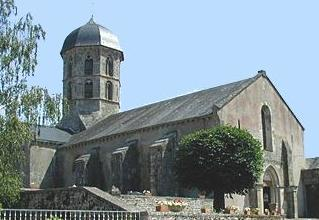
Kirche Saint-Jean-l’Evangeliste